# Hécourt, Oise
Hécourt är en kommun i departementet Oise i regionen Hauts-de-France i norra Frankrike. Kommunen ligger i kantonen Songeons som tillhör arrondissementet Beauvais. År 2022 hade Hécourt 149 invånare.

## Befolkningsutveckling
Antalet invånare i kommunen Hécourt
| Referens: INSEE |